# Boo Kullberg
Anders Boo Georg Kullberg (Estocolm, 23 de maig de 1889 – Bromma, Estocolm, 5 d'abril de 1962) va ser un gimnasta artístic suec que va competir a començaments del segle xx.
El 1912 va prendre part en els Jocs Olímpics d'Estocolm, on va guanyar la medalla d'or en el concurs per equips, sistema suec del programa de gimnàstica.